# Bundesliga austriacka w szachach kobiet
Bundesliga – najwyższa klasa kobiecych drużynowych rozgrywek szachowych w Austrii, organizowana przez Österreichischer Schachbund. Zwycięzca ligi zostaje mistrzem Austrii.

## Historia
Liga jest organizowana od 2012 roku, wówczas uczestniczyło w niej osiem zespołów i była rozgrywana systemem każdy z każdym. Pierwszym mistrzem został ASVÖ Wulkaprodersdorf. W późniejszych latach zwiększono liczbę uczestniczących drużyn, a w niektórych sezonach rozgrywki odbywały się systemem szwajcarskim.

## Medaliści
| Sezon     | 1. miejsce                  | 2. miejsce            | 3. miejsce                | Źródło |
| --------- | --------------------------- | --------------------- | ------------------------- | ------ |
| 2012      | ASVÖ Wulkaprodersdorf       | Freundinnen Tirol     | ASVÖ Pamhagen             | [ 2 ]  |
| 2013      | ASVÖ Pamhagen               | ASVÖ Wulkaprodersdorf | SV Schachamazonen Graz    | [ 3 ]  |
| 2013/2014 | ASVÖ Wulkaprodersdorf       | ASVÖ Pamhagen         | SpG Feldbach-Kirchberg    | [ 4 ]  |
| 2014/2015 | SK Dornbirn                 | ASVÖ Wulkaprodersdorf | ASVÖ Pamhagen             | [ 5 ]  |
| 2015/2016 | ASVÖ Pamhagen               | ASVÖ Wulkaprodersdorf | SK Dornbirn               | [ 6 ]  |
| 2016/2017 | ASVÖ Pamhagen               | SK Dornbirn           | SV Ökothek Sankt Veit     | [ 7 ]  |
| 2017/2018 | Mayrhofen/SK Zell/Zillertal | ASVÖ Pamhagen         | ASVÖ Wulkaprodersdorf     | [ 8 ]  |
| 2018/2019 | ASVÖ Pamhagen               | Schach ohne Grenzen   | SV Monatsblatt Sankt Veit | [ 9 ]  |
| 2019/2020 | SK Advisory Invest Baden    | ASVÖ Pamhagen         | Schach ohne Grenzen       | [ 10 ] |
| 2020/2021 | SK Erste Bank Baden         | ASVÖ Pamhagen         | SV Pillenkönig Sankt Veit | [ 11 ] |
| 2021/2022 | ASVÖ Pamhagen               | SK Erste Bank Baden   | SV Wulkaprodersdorf       | [ 12 ] |
| 2022/2023 | SK Erste Bank Baden         | ASVÖ Pamhagen         | SK Dornbirn               | [ 13 ] |
| 2023/2024 | ASVÖ Pamhagen               | SV Wulkaprodersdorf   | Schach ohne Grenzen       | [ 14 ] |
| 2024/2025 | ASVÖ Pamhagen               | SC Victoria Linz      | Schach ohne Grenzen       | [ 15 ] |